# 4th Fighter Wing

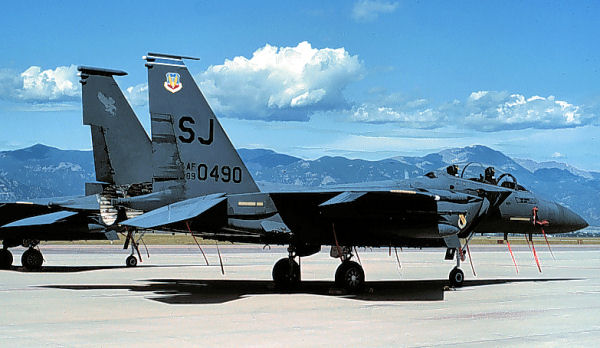
F-15E del 334th FS

Il 4th Fighter Wing è uno stormo Caccia dell'Air Combat Command, inquadrato nella Ninth Air Force. Il suo quartier generale è situato presso la Seymour Johnson Air Force Base, nella Carolina del Nord.

## Missione
Allo stormo è associato il 414th Fighter Group, 944th Fighter Wing, Air Force Reserve Command, il quale fornisce personale di supporto per l'addestramento e la manutenzione per i suoi 90 F-15E.

## Organizzazione
Attualmente, al maggio 2017, lo stormo controlla:
- 4th Operations  Group
  - 4th Operations Support Squadron

| Unità                                        | Insegna | Aereo impiegato    | Base                                   | Numero | Profilo |
| -------------------------------------------- | ------- | ------------------ | -------------------------------------- | ------ | ------- |
| 333rd Fighter Squadron                       |         | F-15E Strike Eagle | Seymour Johnson AFB, Carolina del Nord | 25     |         |
| 334th Fighter Squadron, Formal Training Unit |         | F-15E Strike Eagle | Seymour Johnson AFB, Carolina del Nord | 19     |         |
| 335th Fighter Squadron                       |         | F-15E Strike Eagle | Seymour Johnson AFB, Carolina del Nord | 23     |         |
| 336th Fighter Squadron                       |         | F-15E Strike Eagle | Seymour Johnson AFB, Carolina del Nord | 23     |         |

- 4th Maintenance Group
  - 4th Aircraft Maintenance Squadron
  - 4th Component Maintenance Squadron
  - 4th Equipment Maintenance Squadron
- 4th Mission Support Group
  - 4th Civil Engineer Squadron
  - 4th Communications Squadron
  - 4th Contracting Squadron
  - 4th Force Support Squadron
  - 4th Logistics Readiness Squadron
  - 4th Security Forces Squadron
- 4th Medical Group
  - 4th Aeromedical Dental Squadron
  - 4th Medical Operations Squadron
  - 4th Medical Support Squadron
- 4th Comptroller Squadron